# 蒙达里斯
蒙达里斯，是西班牙加利西亚自治区蓬特韦德拉省的一个市镇。 总面积85平方公里，总人口5185人（2001年），人口密度61人/平方公里。